# Hydraena epeirosi
Hydraena epeirosi är en skalbaggsart som beskrevs av Ferro 1985. Hydraena epeirosi ingår i släktet Hydraena och familjen vattenbrynsbaggar. Inga underarter finns listade i Catalogue of Life.